# The Sailor's Return
 (novembre 2024).
The Sailor's Return (Le Retour du marin) est un film britannique de Jack Gold sorti en 1978.

## Synopsis
Un marin revient dans sa ville natale pour y ouvrir un pub. Il amène avec lui sa femme noire et leurs enfants. Bien vite, ils se retrouvent mis au ban de la société et agressés.

## Fiche technique
- Réalisation : Jack Gold
- Scénario : James Saunders, d'après le roman de David Garnett
- Musique : Carl Davis
- Costumes : Julie Harris
- Direction artistique : Carmen Dillon

## Distribution
- Tom Bell : William Targett
- Shope Shodeinde : Princess Tulip
- Elton Charles : Billy / Olu Targett
- Denyse Alexander : Mrs. Cherret
- Julia Swift : Annie
- Pat Keen : Mrs. Bascombe
- Nigel Hawthorne : Mr. Fosse
- Jill Spurrier : Mrs. Frickes